# Будзко, Игорь Александрович
Игорь Александрович Будзко (23.07.1910-14.11.1994, Москва) — советский и российский учёный в области электрификации и автоматизации сельского хозяйства, академик ВАСХНИЛ (1956).

## Биография
Родился в г. Острог Острожского уезда Волынской губернии.
Окончил Московский институт механизации и электрификации сельского хозяйства (1933).
ВНИИ электрификации сельского хозяйства (ВИЭСХ): младший (1930—1934), старший (1934—1944) научный сотрудник, руководитель лаборатории (1944—1948.
Московский институт механизации и электрификации сельского хозяйства: доцент (1948—1950), зам. директора по научной и учебной работе (1950—1957).
В 1957—1962 директор ВИЭСХ; одновременно академик-секретарь Отделения механизации и электрификации сельского хозяйства (1960—1965), вице-президент (1961—1965) ВАСХНИЛ.
В 1965—1990 зав. кафедрой по электроснабжению с.-х. производства Московского института инженеров с.-х. производства (МИИСП).
Принимал участие в разработке малых регуляторов напряжения; в создании основ теории и расчета сельских распределительных сетей с автоматическим регулированием напряжения. Один из разработчиков смешанной трехфазно-однофазной системы распределения электрической энергии в сельском хозяйстве. Создатель научной школы по электроснабжению сельского хозяйства.
Доктор технических наук (1950), профессор (1953), академик ВАСХНИЛ (1956). Почётный член Академии с.-х. наук ЧССР.
Заслуженный деятель науки и техники РСФСР (1971). Награждён орденами Ленина (1980), Трудового Красного Знамени (1953), «Знак Почёта» (1949), золотыми и серебряными медалями ВДНХ.
Опубликовал более 300 научных работ, в том числе 43 книги и брошюры. Получил более 30 авторских свидетельств на изобретения.
Умер в 1994 году. Урна с прахом захоронена в колумбарии на Донском кладбище.

## Книги
- Руководство по переводу двухтактных нефтяных двигателей на местное твёрдое топливо / Канд. с.-х. наук И. А. Будзко, инж. Г. В. Горчовесов, канд. с.-х. наук А. А. Цекулина. — Алма-Ата : КазОГИЗ, 1942. — 43 с., 13 л. черт. : черт.; 22 см.
- Справочник по электрификации сельского хозяйства / соавт. В. Н. Андрианов и др. — М.: Сельхозгиз, 1949. — 598 с.
- Электрические линии и сети сельскохозяйственного назначения: учеб. пособие / соавт. В. Н. Степанов. — М.: Сельхозгиз, 1958. — 488 с. — (Учеб. и учеб. пособия для высш. с.-х. учеб. заведений).
  - 2-е изд., испр. и доп. — М., 1962. — 383 с.
- Лабораторно-практические занятия по электрическим линиям и сетям : [По спец. «Электрификация сел. хозяйства»] / И. А. Будзко, В. В. Юрасов. — Москва : Сельхозгиз, 1959. — 232 с. : черт.; 21 см. — (Учебники и учебные пособия для сельскохозяйственных техникумов).
- Сельские электрические сети / И. А. Будзко, проф. д-р техн. наук ; Учебники и учеб. пособия для с.-х. техникумов. — Москва : Сельхозгиз, 1955. — 424 с. : ил.; 21 см.
  - Сельские электрические сети / И. А. Будзко, проф. д-р техн. наук действ. чл.-акад. ВАСХНИЛ. — 2-е изд., испр. и доп. — Москва : Сельхозгиз, 1959. — 400 с., 2 л. табл., карт. : ил.; 21 см. — (Учебники и учебные пособия для сельскохозяйственных техникумов).
  - Сельские электрические сети / соавт.: А. Г. Захарин, Л. Е. Эбин. — М.; Л.: Госэнергоиздат, 1963. — 264 с.
- Расчёт сельских электрических сетей с регулированием напряжения / И. А. Будзко, А. П. Бодин, Н. М. Зуль и др. ; под общ. ред. акад. И. А. Будзко. — Москва : Изд-во М-ва сел. хоз-ва РСФСР, 1963. — 108 с. : черт.; 22 см.
- Теоретические основы электроснабжения в сельском хозяйстве / И. А. Будзко, А. Г. Захарин, Л. Е. Эбин, М. С. Левин. — Москва : Колос, 1964. — 344 с. : ил.; 21 см.
- Электрические сети : [По спец. «Электрификация сел. хоз-ва»] / И. А. Будзко, проф. д-р техн. наук действ. чл.-акад. ВАСХНИЛ. — 3-е изд., перераб. и доп. — Москва : Колос, 1967. — 327 с. : ил., карт.; 22 см. — (Учебники и учебные пособия для сельскохозяйственных техникумов).
- Новые элементы автоматики сельских электроустановок / И. А. Будзко, И. Ф. Бородин . — М.: Колос, 1971. — 311 с.
- Электроснабжение сельскохозяйственных предприятий и населённых пунктов : [Для фак. электрификации сел. хоз-ва] / И. А. Будзко, В. Ю. Гессен, М. С. Левин. — Москва : Колос, 1975. — 287 с. : граф.; 20 см. — (Учебники и учебные пособия для высших сельскохозяйственных учебных заведений).
  - Электроснабжение сельскохозяйственных предприятий и населённых пунктов : [По спец. 1510 «Электрификация сел. хоз-ва»] / И. А. Будзко, М. С. Левин. — 2-е изд., перераб. и доп. — М. : Агропромиздат, 1985. — 320 с. : ил.; 20 см. — (Учеб. и учеб. пособия для высш. с.-х. учеб. заведений).
- Электроснабжение сельскохозяйственного производства : Справочник / Бородин И. Ф., Будзко И. А., Волосатов О. П. и др. ; Под ред. акад. И. А. Будзко. — Москва : Колос, 1977. — 352 с. : ил.; 25 см.
- Электроснабжение сельского хозяйства : [для спец-ти «Электрификация сельского хозяйства»] / И. А. Будзко, В. Ю. Гессен. — Москва : Колос, 1973. — 480 с. : ил., карт.; 22 см. — (Учебники и учебные пособия для высших сельскохозяйственных учебных заведений).
  - Электроснабжение сельского хозяйства : [Для спец. 1510 «Электрификация сел. хоз-ва» и 1515 «Автоматизация с.-х. пр-ва»]. — 2-е изд., перераб. и доп. — Москва : Колос, 1979. — 480 с. : ил.; 22 см. — (Учебники и учебные пособия для высших сельскохозяйственных учебных заведений).
  - Электроснабжение сельского хозяйства : [Учеб. для вузов по спец. «Электрификация и автоматизация сел. хоз-ва» / И. А. Будзко, Н. М. Зуль. — М. : Агропромиздат, 1990. — 495,[1] с. : ил.; 22 см. — (Учеб. и учеб. пособия для студентов вузов).; ISBN 5-10-000756-7
  - Электроснабжение сельского хозяйства : Учеб. для студентов вузов по специальности 311400 «Электрификация и автоматизация сел. хоз-ва» / И. А. Будзко, Т. Б. Лещинская, В. И. Сукманов. — М. : Колос, 2000. — 534, [1] с. : ил., табл.; 21 см. — (Учебники и учебные пособия для студентов высших учебных заведений).; ISBN 5-10-003172-7
- Методические рекомендации по определению ущербов от отклонений напряжения на животноводческих предприятиях / ВАСХНИЛ, ВНИИ электрификации сел. хоз-ва, Всесоюз. гос. проект.-изыскат. и НИИ «Сельэнергопроект»; [Разраб. И. А. Будзко и др.]. — М. : ВИЭСХ, 1986. — 85,[2] с. : ил.; 20 см.

### Под его редакцией
- Справочник по производству и распределению электрической энергии в сельском хозяйстве / Под общ. ред. акад. И. А. Будзко. — Москва : Сельхозгиз, 1959. — 900 с. : ил.; 27 см.
- Электрификация сельского хозяйства : [Сборник статей] / [Ред. коллегия: акад. проф. И. А. Будзко (отв. ред.) и др.]. — Москва : Сельхозиздат, 1961. — 299 с. : ил.; 22 см. — (Научные труды/ М-во сел. хозяйства СССР. Всесоюз. науч.-исслед. ин-т электрификации сел. хозяйства «ВИЭСХ» Т. 10).
- Автоматизированный зерноочистительно-сушильный пункт : (На примере работ, провед. ВИЭСХом в Звенигор. совхозе Моск. обл.) / [Под общ. ред. акад. И. А. Будзко] ; Всесоюз. акад. с.-х. наук им. В. И. Ленина «ВАСХНИЛ». Всесоюз. науч.-исслед. ин-т электрификации сел. хоз-ва «ВИЭСХ». — Москва : [б. и.], 1969. — 106 с., 2 л. схем. : ил.; 20 см.
- Практикум по электроснабжению сельского хозяйства : [По спец. 1510 «Электрификация сел. хоз-ва» и 1515 «Автоматизация с.-х. пр-ва» / И. Г. Беляков, И. Ф. Бородин, Н. М. Зуль и др.]; Под ред. И. А. Будзко. — 2-е изд., перераб. и доп. — М. : Колос, 1982. — 319 с. : ил.; 20 см. — (Учеб. и учеб. пособия для высш. с.-х. учеб. заведений)
- Повышение экономичности и надёжности электрификации сельского хозяйства : Сб. науч. тр. / Моск. ин-т инженеров с.-х. пр-ва им. В. П. Горячкина; [науч. ред. И. А. Будзко, А. В. Луковников]. — М. : МИИСП, 1985. — 139 с.
- Совершенствование электроснабжения и применения электроэнергии в агропромышленном комплексе : сборник научных трудов / Московский ин-т инженеров с.-х. пр-ва им. В. П. Горячкина; [науч. ред. И. А. Будзко и др.]. — Москва : МИИСП, 1986. — 152 с. : ил.; 20 см.